# لتكن (فلم)
لتكن (بالإنجليزية: Let It Be) هو فيلم وثائقي تم إنتاجه في المملكة المتحدة وصدر في سنة 1970.

## بطولة
- بيتلز
- يوكو أونو

### ترشيحات وجوائز
| السنة | الحدث  | الفئة               | النتيجة  |
| ----- | ------ | ------------------- | -------- |
|       | أوسكار | أفضل موسيقى تصويرية | فـــــوز |

## وصلات خارجية
- مقالات تستعمل روابط فنية بلا صلة مع ويكي بيانات